# Sort (Unix)

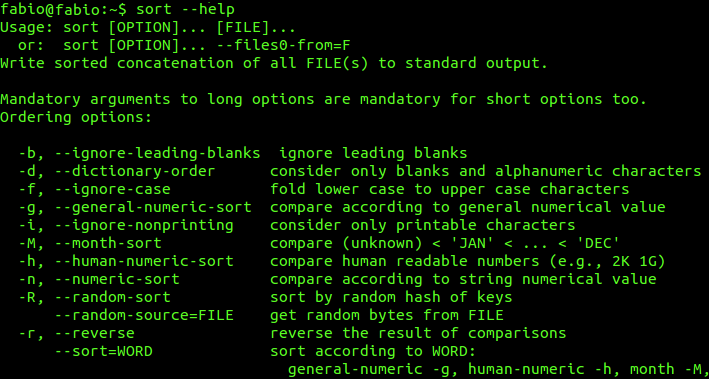
sort --help

O comando sort do sistema operacional Unix possui a função de ordenar uma sequência de linhas de maneira crescente ou decrescente de maneira numérica ou alfabética. As linhas podem vir de um ou mais arquivos ou então lê-las de uma canalização. Em geral sort é utilizado para processar a saída gerada por outros programas.
O parâmetro -r instrui a ordenação em ordem decrescente, sendo ordem crescente o padrão do comando. Já o parâmetro -n instrui a ordenação considerando que os elementos são números ordenando-os em ordem numérica. O padrão do comando é ordenar as linhas alfabeticamente.

## Exemplos de uso
Um exemplo de uso ordena a saída do comando du de maneira numérica mostrando primeiro os diretórios que ocupam mais espaço abaixo da árvore atual. Para isso usa a ordenação reversa e em ordem numérica do tamanho dos diretórios.
```
root@localhost# du | sort -nr
280      .
110      ./lorem
50       ./ipsum
20       ./dolor
```